# Ditassa
Ditassa är ett släkte av oleanderväxter. Ditassa ingår i familjen oleanderväxter.

## Dottertaxa tillDitassa, i alfabetisk ordning[1]
- Ditassa acerifolia
- Ditassa aequicymosa
- Ditassa albiflora
- Ditassa albonerva
- Ditassa anderssonii
- Ditassa angustifolia
- Ditassa auriflora
- Ditassa auyantepuiensis
- Ditassa ayangannensis
- Ditassa banksii
- Ditassa bicolor
- Ditassa blanchetii
- Ditassa bolivarensis
- Ditassa buntingii
- Ditassa capillaris
- Ditassa carnevalii
- Ditassa caucana
- Ditassa ciliata
- Ditassa cipoensis
- Ditassa colellae
- Ditassa conceptionis
- Ditassa congesta
- Ditassa cordeiroana
- Ditassa crassa
- Ditassa crassifolia
- Ditassa dardanoi
- Ditassa dolichoglossa
- Ditassa duartei
- Ditassa duidae
- Ditassa edmundoi
- Ditassa emmerichii
- Ditassa endoleuca
- Ditassa eximia
- Ditassa farneyi
- Ditassa fasciculata
- Ditassa fiebrigii
- Ditassa foldatsii
- Ditassa fontellae
- Ditassa franciscoi
- Ditassa gillespieae
- Ditassa glaziovii
- Ditassa gracilipes
- Ditassa gracilis
- Ditassa guilleminiana
- Ditassa hastata
- Ditassa hispida
- Ditassa imbricata
- Ditassa insignis
- Ditassa itambensis
- Ditassa jahnii
- Ditassa julianii
- Ditassa laevis
- Ditassa lanceolata
- Ditassa lenheirensis
- Ditassa leonii
- Ditassa liesneri
- Ditassa lindemanii
- Ditassa linearis
- Ditassa lisae
- Ditassa longicaulis
- Ditassa longiloba
- Ditassa longisepala
- Ditassa macarenae
- Ditassa mandonii
- Ditassa maricaensis
- Ditassa mexicana
- Ditassa mucronata
- Ditassa multinervia
- Ditassa nigrescens
- Ditassa nitida
- Ditassa obcordata
- Ditassa oberdanii
- Ditassa obovata
- Ditassa obscura
- Ditassa olivaestevae
- Ditassa ottohuberi
- Ditassa oxypetala
- Ditassa oxyphylla
- Ditassa pauciflora
- Ditassa pedunculata
- Ditassa perijensis
- Ditassa peruviana
- Ditassa poeppigii
- Ditassa pohliana
- Ditassa racemosa
- Ditassa retusa
- Ditassa roraimensis
- Ditassa rotundifolia
- Ditassa schlechteri
- Ditassa sillensis
- Ditassa sipapoana
- Ditassa sobradoi
- Ditassa subalpina
- Ditassa subulata
- Ditassa subumbellata
- Ditassa succedanea
- Ditassa sucrensis
- Ditassa surinamensis
- Ditassa tamayoi
- Ditassa tatei
- Ditassa taxifolia
- Ditassa thymifolia
- Ditassa tomentosa
- Ditassa weberbaueri
- Ditassa venamensis
- Ditassa verticillata
- Ditassa xeroneura